# Tärningskast på liv och död
Tärningskast på liv och död är en bok skriven av K-G Olin som utgavs 2008. Bokens tema är 1900-talets två första decennier i Österbotten och världen. En turbulent tid med förtrycksperioder som följdes av självständighet och inbördeskrig.
Tärningskast på liv och död behandlar bland annat vapensmugglarfartyget Equitys färder i Österbotten 1917, finländska jägare som spioner och sabotörer i Tysklands tjänst under första världskriget, arkebuseringarna i Jakobstad 1918 och Otto von Rosens antraxexpedition till norra Norge och Finland 1916–1917.
Bokens utgivning föregicks av två års forskande och skrivande. Titeln Tärningskast på liv och död anspelar på några diktrader i Verner von Heidenstams dikt Åkallan och löfte. En dikt som är en uppmaning till folket att bli vitalt och uträtta stordåd. På bokens titelblad finns en dedikation till "en liten improviserad sammanslutning av unga våghalsar och några beslutsamma äldre politiker som vågade sina tärningskast och tog hem den största möjliga vinsten – sitt lands självständighet".

## Mottagande
Vasabladets recensent Nils-Erik Nykvist ansåg att Olin gjort en värdefull skildring av händelserna under 1900-talets två första decennier, att läsarna beretts med lärorika och underhållande stunder. Vidare berömde Nykvist K-G Olin för att än en gång gjort sitt landskap och sitt land en stor tjänst, "myter avlivas och hemligheter avslöjas".